# ديف غيلروي
ديف غيلروي (بالإنجليزية: Dave Gilroy)‏ هو لاعب كرة قدم بريطاني، ولد في 23 ديسمبر 1982 في يوفيل في المملكة المتحدة. لعب مع فوريست غرين ونادي بريستول روفيرز ونادي وكينغ ونيوبورت كونتي.

## وصلات خارجية
- ديف غيلروي على موقع قاعدة بيانات كرة القدم.إي يو (الإنجليزية)
- ديف غيلروي على موقع Soccerbase.com (لاعب) (الإنجليزية)